# 中国人民解放军陆军空中突击第一二一旅
空中突击第一二一旅（英語：121st Air Assault Brigade），又名“塔山守备英雄团”，是中国人民解放军陆军第七十五集团军下辖的一个空中突击旅，驻地广西壮族自治区崇左市、湖南省怀化市溆浦县。

## 历史概述
该部最早编制可追溯1945年八路军山东军区整编成立的第六师一部，第六师下属部队均为胶东军区下属部队，许多干部与士兵均参加过天福山起义。抗日战争胜利后，山东军区第六师奉命渡海北上，其中一部改编为东北人民自卫军第二纵队第一旅，该部建制的雏形就此建立。随后历经数次改革整编成第一二一师。
2013年，摩步第一二一师将三六四团与装甲团拆分出去，组成机械化步兵第一二二旅，余部（第三六一团，“塔山守备英雄团”）改编为山地步兵第一二一旅。2017年与陆军第四十一集团军陆航团合编成为空中突击旅。

## 沿革[2]
参考资料：
| 部隊番號                     | 使用時期               |
| 前身                         | 前身                   |
| ---------------------------- | ---------------------- |
| 八路军山东军区第六师一部     | 1945年8月-1945年11月   |
| 现有编制                     |                        |
| 东北人民自卫军第二纵队第一旅 | 1945年11月-1946年2月   |
| 东北民主联军第十旅           | 1946年2月-1946年7月    |
| 东北民主联军第十师           | 1946年7月-1947年2月    |
| 东北野战军第十师             | 1947年2月-1948年11月   |
| 中国人民解放军第一二一师     | 1948年11月-1960年1月   |
| 陆军第一二一师               | 1960年1月1日-1985年9月 |
| 摩托化步兵第一二一师         | 1985年4月-2013年7月    |
| 山地步兵第一二一旅           | 2013年7月-2017年2月    |
| 空中突击第一二一旅           | 2017年2月至今          |

## 荣誉
- 塔山守备英雄团：原陆军第四十一集团军步兵第一二一师第三六一团（原东北野战军四纵十师二十八团）
- 英勇善战模范团：原陆军第四十一集团军步兵第一二一师第三六四团
- 穿插英雄连：原陆军第四十一集团军步兵第一二一师第三六一团第三连
- 李向群连：原陆军第四十一集团军步兵第一二一师第三六一团第九连。2017年转隶陆军第七十五集团军某旅
- 任常伦连：原陆军第四十一集团军某旅第五连。2017年转隶陆军第七十五集团军某旅[3]